# Голац
Голац (итал. Golazzo)) је погранично насеље на јужном Красу, Ћићарија, у саставу Општине Хрпеље-Козина, статистичка регија Истарско-крашка (еx Приморска) у Словенији..

## Географија
Голац је смештен на кречњачком подручју ћићаријског Краса, јужно од Оброва (на путу Ријека-Трст) на локалном путу која води у Водице и Бузет (Ћићаријска трансверзала) или за Муне, jyжни дeо Краса и севернe Истрe под Хрватском. Онухвата површину од 24,214 км2.

## Историја
До територијалне реорганизације у Словенији налазио се у саставу старе општине Сежана.

## Становништво
У Голцу (са засеоцима) живи 68 становника (подаци Статистичког уреда РС за 2020.)
| Број становника по пописима | Број становника по пописима | Број становника по пописима |
| --------------------------- | --------------------------- | --------------------------- |
| 1991                        | 2002                        | 2011                        |
| 82                          | 75                          | 69                          |

## Peфepeнцe
1. ↑  „Napaka 404”. www.stat.si. Приступљено 2022-03-30.
2. ↑  „Prebivalstvo po naseljih, podrobni podatki, Slovenija, 1. januar 2020”. www.stat.si. Архивирано из оригинала 16. 12. 2020. г. Приступљено 2022-03-30.
3. ↑  „SURS”. www.stat.si. Приступљено 2022-03-30.